# 李神福
李神福（855年—904年），洺州人。唐末楊吳名將，在楊行密征服淮南的過程中屢立戰功，多次用疑兵迷惑敵軍，又曾生擒吳越名將顧全武、君山之戰以火攻破成汭、吉陽磯和皖口兩敗田頵水軍，史稱其“戰無不克”，為當時名將。

## 生平

### 淮南投效
李神福幼年執親喪禮，過於哀痛，同鄉人認爲他與衆不同。長大後沉穩勇敢，唐末天下紛亂，四方競相徵募勁卒，遂被編入上黨軍籍。
廣明元年（880年）三月，朝廷任命淮南節度使高駢為諸道行營都統以征討黃巢，各道之兵齊來淮南，李神福隨州將王重戍淮海。李神福後藉機投效廬州刺史楊行愍為其親校。
中和四年（884年），高駢任命其從子左驍衞大將軍高澞知舒州事。同安賊陳儒攻打舒州，高澞向廬州楊行愍求救，楊行愍深感其力不足，和李神福商議，李神福提出 “不用寸刃而逐之”的计策。李神福率少量兵力携带大量旗帜，从小道潜入舒州，随后让舒州守军打着庐州旗号出城，在城外指划地形，佯装部署大阵。陈儒误以为庐州援军已至，连夜撤退，舒州之围遂解。
光啓二年（886年）冬十二月，寿州刺史张翱派遣部将魏虔率领一万人马侵犯庐州，杨行愍命令田頵、李神福、张训率军抵御，在褚城击败了魏虔的军队。

### 從征孫儒
光启三年（887年），淮南大亂，淮南節度使高駢被秦彥、畢師鐸所殺。楊行密接受謀士袁襲建議，加入對淮南地區的爭奪。李神福受派遣招降曲溪屯将劉金、盱眙人賈令威等義兵。秦宗權部將孫儒也趁機自立，在淮南地區和楊行密展開了數年的混戰。擊潰秦宗權、畢師鐸聯軍，李神福戰功居首。適逢整編精銳組建黃頭軍，遂遷任李神福為左右黃頭都尉。
龍紀元年（889年），涇縣王賞與太平縣嵇常滿各自聚集盜匪劫掠鄉里，李神福率軍擊潰賊眾，僅誅殺為首的惡徒，其餘黨羽一概不予追究。
大順二年（891年）春正月，孫儒率領全部淮、蔡的軍隊渡過長江，屢次擊敗楊行密部下田頵、安仁義的部隊，進駐溧水一帶。楊行密派遣李神福率軍抵禦。李神福佯裝撤退以示弱勢，孫儒軍隊誤判我軍確實膽怯，因而未加戒備。李神福趁夜率領精銳部隊發動突襲，攻破孫儒所據要山寨壘，生擒其部將李宏，俘虜及斬殺敵軍達千人之眾，因戰功擢升爲左游奕將。五月，孫儒派遣部將康暀占據和州，安景思占據滁州,楊行密派遣李神福前往攻克和、滁二州，康暀投降，安景思逃跑。
景福元年（892年）正月，杨行密与孙儒交战失利，想退到铜官固守，召诸将商议：「孫儒的兵力是我軍的十倍，我軍多次交戰都不利，打算退守銅官，各位覺得如何？」劉威、李神福進言：「孫儒傾巢而出遠道而來，利在速戰速決。我軍應當屯駐險要之地，加固壁壘、清除郊野物資以疲敝敵軍，同時派遣輕騎兵截斷其糧道，奪取他們擄掠的物資。如此敵軍前線無法交戰，後退又無糧草補給，就能輕易擒獲他們！」楊行密從其計，任命李神福為宣池兩路都游奕使，並採納戴友規「護民歸淮」之策，孫儒部衆果軍心渙散，漸漸落於下風。六月，楊行密終於擒殺孫儒。八月，楊行密被受封為淮南節度使、同平章事。李神福也因功升任左千牛衛將軍。

### 廬州克敵
景福元年（892年）十一月，叛將廬州刺史蔡儔發掘楊行密父祖之墓，又和舒州刺史倪章聯合，對抗楊行密。蔡儔向朱全忠請求援軍，朱全忠厭惡蔡儔反復無常，拒絕援助，并將此情報告知楊行密。楊行密收到消息後，令行營都指揮使李神福領兵討伐蔡儔。李神福在青斗山擊敗了來犯的蔡儔部下何瓖。
景福二年（893年）四月，李神福圍廬州城。同月甲午日（893年5月15日），楊行密親自率軍抵達廬州，宣州留後田頵也從宣州率兵前來。七月丁亥（893年9月5日），楊行密軍攻陷廬州，蔡儔被擒拿后處斬。李神福遷任左衙都校。冬十月，倪章棄城逃跑，楊行密任命李神福為舒州刺史。

### 杭州擒將
光化四年（901年）八月，弘農郡王楊行密聽聞流言說彭城郡王錢鏐已死，派遣李神福趁機征討杭州，浙軍將領顧全武等人列出八個營寨抵禦李神福。十月，李神福詐稱夜晚退軍，并釋放杭州俘虜以告知顧全武。當晚，李神福領兵先走，派遣行營都尉呂師造在青山下設伏。顧全武領兵來追，李神福、呂師造趁機夾擊，斬首五千，俘虜顧全武。李神福進軍臨安，浙軍將領秦昶率領三千人投降。
十二月，李神福得知錢鏐尚未死亡，臨安難以攻克，想要撤軍，又擔心在千秋嶺等險要被浙軍伏擊。於是派人守護錢氏祖先墳塋，禁止砍伐採集，並允許顧全武與家人通信。彭城王錢鏐感念此舉，派遣使者致謝。不久後，李神福大量設置虛假營寨作爲疑兵，浙軍誤判吳軍主力抵達，遂請求議和，李神福接受對方犒勞物資後撤軍。

### 君山之戰
天復二年(902年)，武寧軍節度使馮宏鐸因爲昇州在宣州（寧國軍節度使田頵駐地）、揚州（吳王楊行密駐地）之間而心不自安，但仗著其强大的樓船水軍，不肯歸順二州，意圖保持相對獨立。田頵意圖吞併昇州，故意製造事端。馮宏鐸決定先下手爲强，率先对宣州發起攻擊。杨行密调停未果。六月辛巳（902年7月14日），馮宏鐸在曷山被田頵击败。杨行密劝降馮宏鐸，任命其为淮南节度副使，改派李神福为昇州刺史，提防宣州田頵和润州安仁義。杨行密把女儿嫁给李神福之子李承鼎。
天復三年（903年）正月，昇州刺史李神福被任命爲淮南行軍司馬、鄂兵行營招討使，舒州團練使劉存為鄂兵行營招討副使，率水軍萬人攻打武昌軍節度使杜洪，杜洪部將駱殷原駐守永興，此時棄城逃亡，縣民方詔佔據城池歸降，李神福說：「永興乃大縣，糧草補給皆仰賴於此，占據此縣可算已掌控一半鄂州。」
三月，李神福包圍鄂州，望見城中堆積的荻草，對監軍尹建峯說：「今夜替您燒毀這些荻草。」尹建峯並不相信。當時杜洪向梁王朱全忠求救，李神福派遣部將秦皋乘輕舟至灄口，在樹梢高舉火炬；杜洪誤判援軍抵達，果然焚燒荻草以作呼應。
朱全忠收到杜洪的求救後，派遣韓勍率萬人屯兵灄口，作爲杜洪援軍。又急遣使者諭令荆南節度使成汭、武安軍節度使馬殷、武貞軍節度使雷彥威，命其出兵救援杜洪。成汭畏懼汴軍強盛，且欲趁機擴張江、淮之地，遂發水軍十萬順長江東下。成汭建造巨型戰艦，艙室完備，旗艦命名「和州載」，其餘戰艦尚有「齊山」、「截海」、「劈浪」等名號。掌書記李珽諫言：「我軍戰艦笨重難調頭，吳軍船速輕快，難以正面對決。且武陵（雷彥威）、長沙（馬殷）皆與我有舊怨，豈能不防後路？不如遣精銳駐守巴陵，主力與敵隔岸對峙，堅守不戰，不出月餘，吳軍糧盡自退，鄂州之圍可解。」成汭不從。大軍行至公安，占卜得凶兆欲返，親信楊師厚勸阻：「主公舉全軍出征，中途折返，如何向百姓交代？」成汭遂續行。
五月，成汭未抵鄂渚，馬殷已遣歐陽思率水軍三千餘人，聯合雷彥威所派歐陽息水軍三千，會師荆江口，突襲攻陷江陵，大肆劫掠而去。成汭部將因家眷陷敵，士氣盡喪。李神福於沙橋築壘，自乘輕舟觀察敵軍後說：「敵艦雖眾，首尾斷絕，可破之！」壬子日（903年6月10日），李神福遣副將秦裴、楊戎率數千兵於君山逆擊，火攻敵艦，成汭軍潰散，其本人投江而亡。此役繳獲戰艦二百艘，韓勍聞敗訊，亦撤軍退走。

### 宣州平叛
寧國軍節度使田頵在破馮弘鐸后，親自前往廣陵向楊行密請求將原本就應屬寧國軍轄區的池州、歙州歸爲自己巡屬，楊行密擔心此舉會導致田頵過於强大而不答應。楊行密身邊隨從乃至獄吏都向田頵索取賄賂，田頵大怒道：「你們這些小吏知道我要入獄了嗎！」返程時指廣陵南門立誓：「此生再不踏入此門！」田頵兵精糧足，熱衷征戰擴張；楊行密平定淮南後欲休養生息，屢次壓制其軍事行動，田頵拒不聽命。如楊行密與錢鏐和解，要求田頵撤兵，田頵深懷怨恨，暗蓄反叛之心。
李神福向楊行密進言：「田頵必會反叛，應及早處置。」楊行密答：「田頵立有大功，反跡尚未顯露，此時誅殺，恐諸將人人自危！」田頵麾下大將唐儒常與其戰略意見相左，楊行密察知後擢升唐儒爲廬州刺史。田頵認定唐儒懷貳心，遂滅其全族。唐儒臨刑曰：「我死之日，便是田公覆滅之始！」
天復三年（903年）八月，田頵與潤州團練使安仁義共同舉兵，安仁義縱火焚毀東塘水軍戰艦。田頵又意圖聯合奉國軍節度使朱延壽，此事被尚公迺發現并告知給楊行密，楊行密用徐溫門客嚴可求的計策殺死朱延壽，因此朱延壽未能起兵參與。楊行密密召李神福討伐田頵。李神福此時尚在和杜洪交戰，擔憂杜洪會在前方截擊，遂對外宣稱奉令攻打荊南，整頓軍備船隻；至日暮時分，突然沿長江東下，此時方對將士下達討伐田頵的正式軍令。
九月，田頵攻陷昇州，俘虏了李神福的妻兒并善待他們，招降李神福，並遣使威脅：「公若識時務，當與公分土而王；否則妻孥盡誅！」李神福正色道：「吾以行伍之身追隨吳王起兵，今爲三軍主帥，斷不以私情易忠義。田頵尚有老母在堂，竟行悖逆之舉，不擔心自己母親受牽連，人倫綱常尚且不顧，何足與語？」立斬來使以示決絕，將士聞之皆爲感奮。田頵遣部將王壇、汪建率水師迎戰。丁未日（903年10月3日），李神福艦隊行至吉陽磯，王壇將李神福之子李承鼎押至陣前脅迫。李神福喝令左右弓弩手放箭，隨即激勵諸將：「敵衆我寡，當出奇制勝。」黃昏交戰時，李神福佯敗後撤，引敵艦逆流追擊，待其陣型散亂突然回師順流猛攻。是夜王壇戰艦遍列火炬，李神福令全軍見火光處即攻，敵軍慌忙滅火隱蔽，混亂中吳軍乘風縱火，焚毀敵艦無數。次日戊申日（903年10月4日），又在皖口交戰，王壇、汪建僅以身免，士卒死傷枕藉。田頵聞敗訊親率水軍來援，李神福斷言：「賊棄城野戰，此天賜殲敵之機。」遂沿江修築壁壘堅守，急遣使請楊行密發步軍截斷田頵退路。楊行密另遣漣水制置使臺濛夾擊，田頵被迫親自率領步騎回援，留郭行悰帶兩萬精兵和王壇、汪建水軍屯駐蕪湖防備李神福。臺濛在廣德、黃池接連取勝，郭行悰、王壇、汪建及當塗、廣德的各戍將都相繼投降。十一月，田頵被殺，宣州平定。潤州安仁義後續也為王茂章擊敗，叛亂終於平定。
戰後授李神福爲寧國軍節度使，李神福以杜洪未平堅辭不受。
天復四年（904年），李神福兵屯田梁。三月，李神福復任鄂岳招討使兼光州團練使攻鄂州杜洪。八月，李神福未克鄂州即病發返廣陵。在江都求醫，不久病逝，年五十。之後，舒州團練使泌陽劉存代爲招討使，天祐二年（905年）二月，劉存攻克鄂州。

## 評價
李神福为唐末杨吴杨行密手下名将，作战多有谋略：早期以疑兵之计退陈儒之围，仅凭虚设旌旗便瓦解敌势；对抗孙儒时深谙"避锐击惰"之道，先退舍示弱后夜袭破敌；皖口之战更以佯退诱敌配合青山设伏，生擒顾全武。
其水战战造诣亦佳，君山之战精准把握成汭水军"首尾悬绝"的弱点，果断突击致其溃败，而在与田𫖳水师交战时，更借顺流之势形成战场主动权，屡次摧毁敌方舟师。
李神福为臣忠义，在当田𫖳劫持其家眷并诱以分治之利时，仍然不为所动，这在五代十国君臣义缺的背景下显得尤为可贵。
- 徐鉉給其長子李承鼐廟中所做碑文，稱述了其事跡：“先君諱神福，避亂擇主，來適維楊。于時唐室崩離，諸侯角逐，吴武王奮桓、文之舉，我先君效關、張之用，摧凶略地，所向無前，功加于時，慶鍾于後，終淮南節度副使、鄂岳招討使。”（《洪州豐城縣李司空廟碑文》）[1]
- 吴任臣《十国春秋》论曰：“李神福戰無不克，義在忘私，匪獨以勇畧勝也。”

## 家族
李神福先祖是隴西人，后因官遷徙在上黨定居。有妻子和儿子。长子李承鼐战死于丰城县。其妻儿曾在天復三年（903年）被田頵俘虏，用于要挟其叛变。
各地李氏家谱，多说其为滕王李元婴之后。

### 儿子
- 李承鼐：字大用，李神福长子，天佑三年（906年）随昇州刺史秦裴出征鎮南軍留後锺匡时，次年战死于洪州丰城长丰乡杨子洲，年二十三，赠官司空，后立威显庙于战没处以祭祀，由南唐徐铉撰写碑文，宋朝绍兴年间，曾敕封匾额[1][22][23]。
- 李承鼎：娶杨行密女为妻[1]。

## 相关

### 影视
- 2006年电视剧《吴越钱王》，郭军饰演李神福。

### 引用
1. 1 2 3 4  徐铉《徐文公集·洪州豊城縣李司空廟碑文》：先王之制，以勞定國，以死勤事，皆得祀之。然則非通幽洞靈之士，有驚愚顯俗之迹，亦不能臻此也。李君諱承鼐，字大用，其先隴西人，中葉因官，遂家上黨。先君諱神福，避亂擇主，來適維楊。于時唐室崩離，諸侯角逐，吴武王奮桓、文之舉，我先君效關、張之用，摧凶略地，所向無前，功加于時，慶鍾于後，終淮南節度副使、鄂岳招討使。君即招討長子也。幼而爽俊，長而雄勇，年始志學，即從義旗，善撫士卒，生知韜略，厲若鷹隼，疾如風電，時稱虎子，敵畏馬兒。以功累加檢校左僕射，爲横衝裨將。天祐丙寅𡻕，從招討使秦裴平豫章，叙功爲最。新附之地，屬郡未賓。明年，命君領偏師，平餘盗。戈船先進，群帥後期，山越霧集，漢矢且盡。同玄冥之没，若杜畿之沉。享年二十有三。諸將嗣事，逋穢克清。迎君之喪，窆于洪州豊城縣楊子洲。惟君夙齡挺秀，盡忠死莭，識與不識，雜然推奇。而英靈盻蠁，若在左右，如鄭人之驚伯有，類吴俗之畏子文。于是耆艾相率啓求立祠于墓側。公議僉允，因贈司空。水旱禱祈，無不即應。鄉邑之際，頻𡻕豊穰，湍瀨無虞，疾癘不作，而君之家門亦康寧蕃衍焉，及今七十年矣。雖神道恍惚，不可備論，而忠誠報應，良足爲勸。猶恐年世綿邈，流俗失傳，或見猱于越巫，將受譏于淫祀。嫡孫仁昭，願以事實勒于貞珉。鉉素與君諸子游，復連姻戚，披文相質，所不獲辭。初，君之長弟諱承鼎，爲吴王之愛壻，故國人咸謂君爲“伯氏”，而忘其官稱焉。今用明白之。銘曰：嗚呼李君，勇且有仁。生殉國難，没爲明神。南楚之郊，章江之濱。祠堂弈奕，像設侁侁。薦信以特，䧏祐于民。龍泉太阿，校靈比珍。衝斗之氣，終天不淪。
2. ↑  《資治通鑒·唐紀六十九》：淮南節度使高騈遣其將張璘等擊黃巢屢捷，盧攜奏以騈爲諸道行營都統。騈乃傳檄徵天下兵，且廣召募，得土客之兵共七萬，威望大振，朝廷深倚之。
3. ↑  《資治通鑒·唐紀七十一》：高騈從子左驍衞大將軍澞，〈從，才用翻。澞，麌俱翻。〉疏呂用之罪狀二十餘幅，密以呈騈，且泣曰︰「用之內則假神仙之說，蠱惑尊聽；外則盜節制之權，殘賊百姓；將佐懼，死莫之敢言。歲月浸深，羽翼將成，苟不除之，恐高氏奕代勳庸，一朝掃地矣！」因嗚咽不自勝。〈勝，音升。〉騈曰︰「汝醉邪！」命扶出。明日，以澞狀示用之，用之曰︰「四十郎嘗以空乏見告，〈澞第四十。〉未獲遵命，故有此憾。」因出澞手書數幅呈之。騈甚慚，遂禁澞出入；後月餘，以澞知舒州事。
4. ↑  《資治通鑒·唐紀七十一》：楊行愍力不能救，謀於其將李神福，神福請不用寸刃而逐之。乃多齎旗幟，間道入舒州，〈《九域志》︰廬州南至舒州四百二十里。間，古莧翻。〉頃之，引舒州兵建廬州旗幟而出，指畫地形，若布大陳狀；賊懼，宵遁。〈賊畏廬州兵，故宵遁。兵有先聲而後實，此其近之。〉神福，洺州人也。〈路振《九國志》曰︰李神福，洺州人，隸上黨軍籍。高駢兼諸道行營都統，神福從州將戍淮海，因投楊行密。〉
5. ↑  《資治通鑒·唐紀七十二》：壽州刺史張翱〈《考異》曰︰《妖亂志》作「張敖」，《吳錄》作「張滶」。今從《十國紀年》。〉遣其將魏虔將萬人寇廬州，廬州刺史楊行愍遣其將田頵、李神福、張訓拒之，敗虔于褚城。〈敗，補邁翻。〉
6. ↑  《資治通鑒·唐紀七十四》：孫儒盡舉淮、蔡之兵濟江，癸酉，自潤州轉戰而南，田頵、安仁義屢敗退，楊行密城戍皆望風奔潰。儒將李從立奄至宣州東溪，〈東溪在宣城，今謂之宛溪。〉行密守備尚未固，衆心危懼，夜，使其將合肥臺濛將五百人屯溪西；〈溪西，卽宛溪之西。〉濛使士卒傳呼，往返數四，從立以爲大衆繼至，遽引去。儒前軍至溧水，〈溧水，漢溧陽縣，隋分置溧水縣，時屬昇州。《九域志》︰在州東八十五里。〉行密使都指揮使李神福拒之。神福陽退以示怯，儒軍不設備，神福夜帥精兵襲之，俘斬千人。〈帥，讀曰率，下同。〉
7. ↑  《資治通鑒·唐紀七十五》：楊行密謂諸將曰︰「孫儒之衆十倍於我，吾戰數不利，欲退保銅官，何如？」劉威、李神福曰︰「儒掃地遠來，利在速戰。宜屯據險要，堅壁清野以老其師，時出輕騎抄其饋餉，奪其俘掠。彼前不得戰，退無資糧，可坐擒也！」戴友規曰︰「儒與我相持數年，勝負略相當。今悉衆致死於我，我若望風棄城，正墮其計。淮南士民從公渡江及自儒軍來降者甚衆，公宜遣將先護送歸淮南，使復生業；儒軍聞淮南安堵，皆有思歸之心，人心旣搖，安得不敗！」行密悅，從之。友規，廬州人也。
8. ↑  《資治通鑒·唐紀七十五》：廬州刺史蔡儔發楊行密祖父墓，〈光啓三年，楊行密留蔡儔守廬州；明年，儔以州附孫儒；儒旣敗，儔遂阻兵以拒行密。〉與舒州刺史倪章連兵，遣使送印於朱全忠以求救。全忠惡其反覆，〈惡，烏路翻。〉納其印，不救，且牒報行密；行密謝之。行密遣行營都指揮使李神福將兵討儔。
9. ↑  《資治通鑒·唐紀七十五》：李神福圍廬州；甲午，楊行密自將詣廬州，田頵自宣州引兵會之。
10. ↑  《資治通鑒·唐紀七十五》：丁亥，楊行密克廬州，斬蔡儔。
11. ↑  《資治通鑒·唐紀七十五》：舒州刺史倪章棄城走，〈倪章與蔡儔連兵，儔已敗，故章走。〉楊行密以李神福爲舒州刺史。
12. ↑  《資治通鑒·唐紀七十八》：李神福與顧全武相拒久之，神福獲杭俘，使出入臥內。神福謂諸將曰︰「杭兵尚強，我師且當夜還。」杭俘走告全武，神福命勿追，〈逸杭俘使之告全武以誘之。〉暮遣羸兵先行，神福爲殿，〈羸，倫爲翻。殿，丁練翻。〉使行營都尉呂師造伏兵青山下。〈沈括曰︰臨安縣有青山鎭。路振《九國志》作設伏青山路。〉全武素輕神福，出兵追之；神福、師造夾擊，大破之，斬首五千級，生擒全武。錢鏐聞之，驚泣曰︰「喪我良將！」〈喪，息浪翻。〉神福進攻臨安；〈臨安縣，錢鏐所起之地，衣錦軍在焉。《九域志》︰臨安縣在杭州西一百二十里。〉兩浙將秦昶帥衆三千降之。〈帥，讀曰率。〉
13. ↑  《資治通鑒·唐紀七十八》：李神福知錢鏐定不死，〈或言錢鏐爲盜所殺，見上文八月。〉而臨安城堅，久攻不拔，欲歸，恐爲鏐所邀，〈自臨安退還宣州，有千秋嶺之險。〉乃遣人守衞鏐祖考丘壟，禁樵采，〈錢鏐，臨安人，其祖父丘壟在焉。〉又使顧全武通家信；鏐遣使謝之。神福於要路多張旗幟爲虛寨，鏐以爲淮南兵大至，遂請和；神福受其犒賂而還。〈還，音旋，又如字。〉
14. ↑  《資治通鑒·唐紀七十九》：武寧節度使馮弘鐸介居宣、揚之間，〈宣，田頵；揚，楊行密。馮弘鐸以昇州居二鎭之間。〉常不自安；然自恃樓船之強，不事兩道。
15. ↑  《資治通鑒·唐紀七十九》：寧國節度使田頵欲圖之，〈頵，居筠翻。〉募弘鐸工人造戰艦，〈艦，戶黯翻。〉工人曰︰「馮公遠求堅木，故其船堪久用，今此無之。」頵曰︰「第爲之，〈第，但也。〉吾止須一用耳。」弘鐸將馮暉、顏建說弘鐸先擊頵，弘鐸從之，帥衆南上，〈說，式芮翻。上，時長翻。〉聲言攻洪州，〈鍾傳據洪州。〉實襲宣州也。楊行密使人止之；不從。〈楊行密時爲南面諸道都統，故欲制其行師進止。〉
16. ↑  《資治通鑒·唐紀七十九》：行密以李神福爲昇州刺史。〈楊行密用李神福刺昇州，以橫制宣、潤。〉
17. ↑  《資治通鑒·唐紀七十九》：以昇州刺史李神福爲淮南行軍司馬、鄂兵行營招討使，舒州團練使劉存副之，將兵擊杜洪。洪將駱殷戍永興，棄城走，縣民方詔據城降。神福曰︰「永興大縣，饋運所仰，已得鄂之半矣！」〈永興，漢鄂縣地；吳分鄂置新陽縣，隋改新陽曰永興，唐屬鄂州。《九域志》︰在鄂州東南四百五里，今壽昌軍卽其地。降，戶江翻。〉
18. ↑  《資治通鑒·唐紀八十》：淮南將李神福圍鄂州，〈是年正月，楊行密遣李神福攻杜洪，事始上卷。〉望城中積荻，謂監軍尹建峯曰︰「今夕爲公焚之。」〈爲，于僞翻。〉建峯未之信。時杜洪求救於朱全忠，神福遣部將秦皋乘輕舟至灄口，〈灄口在武口之上，對岸卽夏浦。灄，書涉翻。〉舉火炬於樹杪；〈杪，弭沼翻。〉洪以爲救兵至，果焚荻以應之。
19. ↑  《資治通鑒·唐紀八十》：杜洪求救於朱全忠，全忠遣其將韓勍將萬人屯灄口，遣使語荊南節度使成汭、武安節度使馬殷、武貞節度使雷彥威，令出兵救洪。汭畏全忠之強，且欲侵江、淮之地以自廣，發舟師十萬，沿江東下。汭作巨艦，三年而成，制度如府署，謂之「和舟載」，其餘謂之「齊山」、「截海」、「劈浪」之類甚衆。掌書記李珽諫曰︰「今每艦載甲士千人，稻米倍之，緩急不可動也。吳兵剽輕，難與角逐；武陵、長沙，皆吾讎也；豈得不爲反顧之慮乎！不若遣驍將屯巴陵，大軍與之對岸，堅壁勿戰，不過一月，吳兵食盡自遁，鄂圍解矣。」汭不聽。珽，憕之五世孫也。
20. ↑  《資治通鑒·唐紀八十》：成汭行未至鄂州，馬殷遣大將許德勳將舟師萬餘人，雷彥威遣其將歐陽思將舟師三千餘人會於荊江口，乘虛襲江陵，庚戌，陷之，盡掠其人及貨財而去。將士亡其家，皆無鬬志。
21. ↑  《資治通鑒·唐紀八十》：李神福聞其將至，自乘輕舟前覘之，謂諸將曰︰「彼戰艦雖多而不相屬，易制也，當急擊之！」壬子，神福遣其將秦裴、楊戎將衆數千逆擊汭於君山，大破之，因風縱火，焚其艦，士卒皆潰，汭赴水死，獲其戰艦二百艘。韓勍聞之，亦引兵去。
22. ↑  王象之《舆地碑记目·卷二》：李司空庙碑：在丰城县，去县二十五里，长丰乡。司空姓李，讳承鼐，李神福之长子也。战没于此，因庙食焉。南唐徐铉为立碑，以纪其事。
23. ↑  《江西通志·卷一百八》威显庙：在丰城杨子洲，祀唐淮南杨渥部将李承鼐。天佑三年，从秦裴攻锺匡时，屡立战功，后败死，葬杨子洲，有英灵，土人即墓侧立庙祀之。徐铉记。宋绍兴中，敕封今额。

### 來源
- 史書
  - 《九國志·吳臣傳·李神福》：“神福，洺州人。幼執親喪，哀毀過瘠，鄉裏異之。及長，沈厚勇敢。唐末，四境交募勁兵，因逮上黨軍籍。時高駢兼諸道行營都統，神福從州將王重屯淮海，因投於行密。中和中，同安賊陳儒攻，刺史高澞遣使來告。行密未能救，謀於神福，對曰：‘此羣盜烏合，易與耳。公但聲言赴援，可不勞尺刀，為公解之。’乃請本軍旌旗，間道以入。既夕，引州兵出外，各持旌旗入，列大陣之狀。儒果夜遁。行密大奇之。光啓二年，壽州張翺叛寇淝上，神福率兵與戰，敗之於褚城。秦、畢之亂，高駢召行密，因遣神福諭曲谿劉金、盱眙賈令威，各以義兵來附。破秦、畢軍，神福功居多。會選卒為黃頭軍，遷神福為左右黃頭都尉。龍紀中，涇縣王賞、太平嵇常滿，俱聚盜剽鄉里，神福引兵破之，但誅其首惡，餘皆不問。大順二年，孫儒前鋒兵屯溧水，行密遣神福將兵禦之。神福謂諸將曰：‘兵倍不戰，況儒衆十倍於我，當避其銳以驕之。’乃退舍，而儒衆果怠。神福乃選銳卒，躋險夜襲之，果大潰。又擊儒要山寨破之。擒其將李宏，以功改左游奕將。銅官鎮遏使田頵為孫儒所敗，行密欲退守銅官，神福諫曰：‘儒掃境而來，利在速戰，宜堅壁清野，以老其師。神福願以本軍，據險結柵。時出輕騎抄其糧運。彼前不得戰，退無儲糧，此送死之道。’行密曰：‘善。’因以神福為宣池兩路都游奕使。是夏，儒食盡，果敗。以功奏授左千牛衛將軍。景福二年，廬州刺史蔡儔叛，遣何瓖來寇，神福迎擊於青斗山，大破之，遂傅城下。賊平，遷左衙都校。未幾，授舒州刺史。天福元年，與呂師造攻臨安。錢鏐使顧全武來援，神福退師，令羸老行，又令師造設伏青山路，自將一軍殿後。夜未半，全武果盡銳來追。神福僞北走，伏軍發，前返夾攻，越軍大敗，擒全武。復攻臨安，久不克。先是，神福使護鏐先塋，禁其樵採。及獲全武，又遣通家問。越人皆感之。因納其犒賂而返。二年，改昇州刺史。行密以女妻其子承鼎。三年，攻杜洪於鄂州，大敗洪軍。時城中積荻山上，神福謂諸將軍曰：‘今夜焚此。’諸將皆不測。是夕，遣人乘舟載火炬至灄口分焚樹，僞為梁軍來援之狀。城中焚荻應之，諸將伏其智。梁祖遣將韓勍率步騎萬餘，屯灄口。又令荊南以舟師赴援。成汭盡衆浮江而下，神福登岸望之曰：‘舟人雖盛，然首尾懸絕，宜急擊之。’乃迎戰大別山。汭果敗，溺水死。勍亦引衆遁去。自是洪勢益孤。會宣州田頵叛襲昇州，劫神福與帳下妻子，俱歸宛陵厚養之，以誘神福。行密急書召，神福覽書即袖之，揚言曰：‘鄂州尚未下，又令急取荊南。’因號令諸軍，逮闇，順流而下。頵遣將王壇、汪建以舟師援洪，又別遣人遺神福書，約分地而治。神福斬其使，擊壇、建破之。復戰於皖口，又敗其衆，浮尸棄舟，蔽江而下。壇、建以輕舟遁去。四年，以兵屯田梁。加西面行營招討使，光州團練使。疾甚，求醫於江都，卒年五十。”
  - 《十國春秋·吳五·列傳》
- 其他：
  - 本文之公历和农历转换参考自中央研究院兩千年中西曆轉換网站（页面存档备份，存于）